# Yarwun
Yarwun är en ort i Australien. Den ligger i kommunen Gladstone och delstaten Queensland, omkring 450 kilometer nordväst om delstatshuvudstaden Brisbane. Antalet invånare är 280.
Närmaste större samhälle är Gladstone, omkring 15 kilometer öster om Yarwun. 
I omgivningarna runt Yarwun växer huvudsakligen savannskog. Trakten runt Yarwun är nära nog obefolkad, med mindre än två invånare per kvadratkilometer. Genomsnittlig årsnederbörd är 1 139 millimeter. Den regnigaste månaden är januari, med i genomsnitt 290 mm nederbörd, och den torraste är september, med 22 mm nederbörd.